# Districte de Galanta
El districte de Galanta - (eslovac) Okres Galanta - és un dels 79 districtes d'Eslovàquia. Es troba a la regió de Trnava. Té una superfície de 641,74 km², i el 2013 tenia 93.623 habitants. La capital és Galanta.
El compositor hongarès Zoltán Kodály va passar part de la seva infantesa en aquesta regió i va compondre les Danses de Galánta (1933, per a orquestra) a partir de la música popular local.

## Demografia
| Godina             | 1994   | 2004   | 2014   | 2024   |
| ------------------ | ------ | ------ | ------ | ------ |
| Nombre de persones | 93.667 | 94.936 | 93.682 | 95.210 |
| Diferència         |        | +1,35% | −1,32% | +1,63% |

| Godina             | 2023   | 2024   |
| ------------------ | ------ | ------ |
| Nombre de persones | 95.457 | 95.210 |
| Diferència         |        | −0,25% |

## Llista de municipis

### Ciutats
- Galanta
- Sereď
- Sládkovičovo

### Pobles
Abrahám | Čierna Voda | Čierny Brod | Dolná Streda | Dolné Saliby | Dolný Chotár | Gáň | Horné Saliby | Hoste | Jánovce | Jelka | Kajal | Košúty | Kráľov Brod | Malá Mača | Matúškovo | Mostová | Pata | Pusté Sady | Pusté Úľany | Šalgočka | Šintava | Šoporňa | Tomášikovo | Topoľnica | Trstice | Váhovce | Veľká Mača | Veľké Úľany | Veľký Grob | Vinohrady nad Váhom | Vozokany | Zemianske Sady